# Rafael Orozco Maestre
Rafael José Orozco Maestre (n. 24 martie 1954, Becerril, Columbia – d.11 Iunie 1992, Barranquilla, Columbia) a fost un muzician, cântăreț și compozitor columbian. Cunoscut ca unul dintre cei mai buni cântăreți din Columbia.
A făcut studii medii avansate la Colegio Nacional Loperena de Valledupar. În 1975, a înregistrat primele două albume cu acordeonistul Emilio Oviedo. În 1976, l-a întâlnit pe Israel Romero cu care va fonda grupul El Binomio de Oro. Cu El Binomio de Oro a câștigat trei Congo de Oro la Festivalul Orchestrei Carnival din Barranquilla, 16 discuri de aur și două discuri de platină pentru vânzări de milioane de dolari în întreaga lume.

## Discografie
Albume de studio
- 1975：Adelante
- 1975：Con emoción
- 1977 - Binomio de oro
- 1977 - Por lo alto
- 1978 - Enamorado como siempre
- 1978 - Los Elegidos
- 1979 - Súper vallenato
- 1980 - Clase aparte
- 1980 - De caché
- 1981 - 5 años de oro
- 1982 - Festival vallenato
- 1982 - Fuera de serie
- 1983 - Mucha calidad
- 1984 - Somos vallenato
- 1985 - Superior
- 1986 - Binomio de oro
- 1987 - En concierto
- 1988 - Internacional
- 1989 - De Exportación
- 1990 - De fiesta con binomio de oro
- 1991 - De américa
- 1991 - Por siempre